# Pleternica
Pleternica ist eine Stadt in der Region Slawonien in Kroatien. 2011 lebten hier 11.323 Einwohner, davon 3.418 im Ort selbst.

## Geographie
Die Stadt liegt an der Mündung des Flusses Londža in die Orljava  am Fuße des Požega-Massivs (Požeška Gora), 12 km südöstlich von Požega. Die 153 Meter über dem Meer gelegene Stadt wurde 1270 als „Sveti Nikola“ zum ersten Mal erwähnt, der heutige Name besteht seit 1427. Pleternica befindet sich südöstlich der Gespanschaft (županija) Požeško-slavonska. Sie liegt auf der so genannten Požeger goldener Ebene, umkreist von den Bergen Psunj, Papuk, Krndija und dem Požega-Massiv. Wegen des passenden Klimas und des reichen Bodens ist Pleternica seit langem bewohnt,  was die archäologischen Forschungen auch beweisen. Die Flüsse Orljava und Londža eignen sich zum Fischfang. Der Wasserfall an der Orljava bei Pleternica ist ein bekannter Ausflugsort und ist besonders unter Anglern beliebt.
Zu den weiteren Ortschaften der Stadt gehört Frkljevci.

## Geschichte

### Im Mittelalter
Aufgrund der mittelalterlichen archäologischen Mittel erfahren wir von den ersten Versuchen der Gründung einer slawonischen Gegend auf diesem Raum. Der Name Pleternica wurde im Jahr 1270 zum ersten Mal erwähnt. Im Mittelalter wurde sie auch  Heiliger Nikolaus genannt, nach der Pfarre des heiligen Nikolaus. Während des 14. und 15. Jahrhunderts gab es in der Požega Gespanschaft 80 adelige Familien. Zu dieser Zeit gab es rund 30 Burgen und Festungen. Im Raum der Pleternicer Gemeinde wurden wertvolle Denkmale der sakralen Architektur aus dem Mittelalter  registriert und bewahrt. Die wertvollsten sind die gotische Kirche Heiliger Dimitrij, Kirche des Heiligen Michaels, die Kapelle der Heiligen Kuzma und Damjan im Barockstil und die Kirche der Aller Heiligen.

### Pleternica während der türkischen Herrschaft
1536 eroberten die Türken Pleternica und sie fiel unter ihre Herrschaft. Während der 155-jährigen Herrschaft war Pleternica einer der wichtigen Verkehrsknoten. Während der ganzen Zeit versuchten die Türken die Kroaten zum Islam zu konvertieren, doch der starke christliche Wille der Kroaten blieb ununterbrochen beständig. Die christlichen Bürger mussten in der türkischen Armee Dienste leisten, ein Zehntel ihrer Ernte abgeben und unter anderem noch Harač -Steuern an den Sultan in Carigrad - zahlen.

### Pleternica während der Habsburgermonarchie
Ganz Slawonien, somit auch Pleternica, wurden 1688 von den Türken befreit. Seit dieser Zeit war Pleternica unter der Herrschaft vieler Feudalherren, die wichtigsten darunter waren Ivan Teodor, Baron Ivan Peterffi und Jakob Svetić.
Im Jahre 1997 bekommt Pleternica den Status einer Stadt.

## Wirtschaft und Handel
In Pleternica haben sich die Wirtschaft und der Handel wegen der günstigen geographischen Position sehr früh entwickelt. Eine Bahnlinienverzweigung und das Zusammentreffen mehrerer Straßen begünstigen die Entwicklung des Transit-Tourismus. Im Jahr 1882/83 ist eine Spargemeinschaft gegründet worden, die unter den zehn ersten Spargemeinschaften in Slawonien war. Im 20. Jahrhundert  kommt es zu einer Organisation der Händler in dem kroatischen Händlerverband in Pleternica. Darin machten 65 Händler mit. Der Ortschaftsverband organisierte für seine Mitglieder günstige Waren, ausreichend Märkte; unter anderen  beschäftigte sich der Verband mit der besseren Stellung der Händler in der Gesellschaft, die Schulung der Jugendlichen und dem Bau der Handelsschulen, der Organisation der Feste, Versammlungen und Vorträgen für die Händler. Im Jahre 1910 wurde am Fluss Orljava neben Pleternica ein Wasserkraftwerk gebaut.

### Klikun
Klikun ist ein bekannter Qualitätswein der schon 1867, auf der ersten dalmatisch-kroatisch-slawonischen Ausstellung in Zagreb, präsentiert  wurde. Dieser Wein wurde sogar nach Wien exportiert, wo es im Restaurant Rathauskellerei verkauft wurde. Die Klikun Weinberge erlebten ihre große Erneuerung unter der Leitung von Herr Bauer, einem Agronomieingenieur und Landwirt. Während seiner Leitung gewann der Wein Klikun viele Preise und Auszeichnungen.

## Sonstiges

### Novenen (im Kroatischen „Devetnice“) in Ehren der „Muttergottes in Tränen“
Das bekannteste Ereignis, das in Pleternica seit 1955 jährlich gefeiert wird, ist das Fest der „Muttergottes in Tränen“. Es beginnt am 23. August und dauert neun Tage bis 31. August, daher wird es im Volksmund „Devetnice“ („Novenen“, devet = neun) genannt.
Seit dem 31. August 2005 ist Pleternica eine der wichtigsten Heiligenstätten der Muttergottes. Der Rektor des Heiligtums "Muttergottes in Tränen" msg. Michele Giansiarcusa hat ein Seidentuch, mit dem die Tränen von einem Standbild der Muttergottes abgewischt worden sind, während der Novenen nach Pleternica gebracht.
Die Pfarrkirche des heiligen Nikolaus wurde 1967 nach einem Entwurf von Stjepan Plania an der Stelle der 1944 zerstörten Barockkirche gebaut.
In Pleternica wird die traditionelle Folkloreveranstaltung Lidas abgehalten.